# Campeonato Brasileiro de Futebol Feminino 2023 - Série A3
Die Campeonato Brasileiro de Futebol Feminino 2023 - Série A3 war die zweite Spielzeit der dritten Spielklasse der nationalen Fußballmeisterschaft der Frauen von Brasilien, die von der Confederação Brasileira de Futebol organisiert wurde.

## Termin
Die Teilnehmer und die Terminkalender für die Saison 2023 der Série A3 wurden am 11. April 2023 von der CBF bekanntgegeben, demnach der Wettbewerb am 21. April 2023 mit dem ersten Spieltag eröffnet und am 24. Juni 2023 mit dem letzten Finalspiel beendet werden soll.

## Modus
Der Wettbewerb wird als ein K.-o.-Turnier in fünf Runden mit Hin- und Rückspielen ausgetragen. Die vier Halbfinalisten werden dabei als Aufsteiger für die Série A2 der folgenden Saison ermittelt. 

## Teilnehmende Vereine
Das Teilnehmerfeld umfasst 32 Vereine, deren Qualifikation über die Meisterschaften der Bundesstaaten des Vorjahres ermittelt wurden.
| Verein               | Stadt                 | Bundesstaat         | Qualifikation                  |
| -------------------- | --------------------- | ------------------- | ------------------------------ |
| EC Iranduba (1)      | Iranduba              | Amazonas            | Absteiger Série-A2 2022        |
| Aliança FC           | Goiânia               | Goiás               | Absteiger Série-A2 2022        |
| CEFAMA               | São Luís              | Maranhão            | Absteiger Série-A2 2022        |
| CR Vasco da Gama     | Rio de Janeiro        | Rio de Janeiro      | Absteiger Série-A2 2022        |
| AD Assermurb         | Rio Branco            | Acre                | Staatsmeisterschaft 2022: 1.   |
| Acauã FC             | Maceió                | Alagoas             | Staatsmeisterschaft 2022: 2.   |
| Ypiranga Clube       | Macapá                | Amapá               | Staatsmeisterschaft 2023: 1.   |
| Grêmio Recanto       | Manaus                | Amazonas            | Staatsmeisterschaft 2022: 1.   |
| EC Tarumã            | Manaus                | Amazonas            | Staatsmeisterschaft 2022:      |
| Doce Mel EC          | Ipiaú                 | Bahia               | Staatsmeisterschaft 2022: 2.   |
| AD Comunitária Astro | Feira de Santana      | Bahia               | Staatsmeisterschaft 2022: 3.   |
| Guarani EC           | Juazeiro do Norte     | Ceará               | Staatsmeisterschaft 2022: 3.   |
| Capital CF           | Brasília              | Distrito Federal    | Distriktmeisterschaft 2022: 4. |
| Ceilândia EC         | Brasília              | Distrito Federal    | Distriktmeisterschaft 2022: 5. |
| Vila Nova FC         | Vila Velha            | Espírito Santo      | Staatsmeisterschaft 2022: 1.   |
| ---                  | ---                   | Goiás               | Staatsmeisterschaft 2022: ---  |
| IAPE FC              | São Luís              | Maranhão            | Staatsmeisterschaft 2022: 1.   |
| Mixto EC             | Cuiabá                | Mato Grosso         | Staatsmeisterschaft 2022: 1.   |
| Operário FC          | Campo Grande          | Mato Grosso do Sul  | Staatsmeisterschaft 2022: 1.   |
| Uberlândia EC        | Uberlândia            | Minas Gerais        | Staatsmeisterschaft 2022: 4.   |
| Clube do Remo        | Belém                 | Pará                | Staatsmeisterschaft 2022: 1.   |
| Esportiva VF4        | João Pessoa           | Paraíba             | Staatsmeisterschaft 2022: 1.   |
| Mixto EC             | João Pessoa           | Paraíba             | Staatsmeisterschaft 2022: 2.   |
| Toledo EC            | Toledo                | Paraná              | Staatsmeisterschaft 2022: 2.   |
| Náutico Capibaribe   | Recife                | Pernambuco          | Staatsmeisterschaft 2022: 2.   |
| SE Tiradentes        | Teresina              | Piauí               | Staatsmeisterschaft 2022: 1.   |
| AF Pérolas Negras    | Resende               | Rio de Janeiro      | Staatsmeisterschaft 2022: 5.   |
| ---                  | ---                   | Rio Grande do Norte | Staatsmeisterschaft 2022: ---  |
| EC Juventude         | Caxias do Sul         | Rio Grande do Sul   | Staatsmeisterschaft 2022: 3.   |
| ---                  | ---                   | Rondônia            | Staatsmeisterschaft 2022: ---  |
| São Raimundo EC      | Boa Vista             | Roraima             | Staatsmeisterschaft 2022: 1.   |
| Criciúma EC          | Criciúma              | Santa Catarina      | Staatsmeisterschaft 2022: 2.   |
| EC São Bernardo      | São Bernardo do Campo | São Paulo           | Staatsmeisterschaft 2022: 8.   |
| Estanciano EC        | Estância              | Sergipe             | Staatsmeisterschaft 2022: 1.   |
| AE Polivalente       | Palmas                | Tocantins           | Staatsmeisterschaft 2022: 1.   |
| Pinda SC             | Pindamonhangaba       | São Paulo           | CBF-Ranking                    |

## Turnierverlauf

### Erste Runde
| Datum         |                      | Gesamt           |                    | Hinspiel | Rückspiel |
| ------------- | -------------------- | ---------------- | ------------------ | -------- | --------- |
| 21.04./02.05. | Mixto EC             | 2:3              | Esportiva VF4      | 1:2      | 1:1       |
| 22.04./29.04. | AE Polivalente       | 1:1 (4:0 i. E.)  | SE Tiradentes      | 1:1      | 0:0       |
| 22.04./01.05. | Uberlândia EC        | 8:1              | Vila Nova FC       | 4:1      | 4:0       |
| 22.04./30.04. | AF Pérolas Negras    | 4:3              | CR Vasco da Gama   | 2:2      | 2:1       |
| 22.04./29.04. | Pinda SC             | 4:1              | EC São Bernardo    | 4:1      | 0:0       |
| 22.04./30.04. | Guarani EC           | 5:0              | Náutico Capibaribe | 3:0      | 2:0       |
| 22.04./29.04. | Mixto EC             | 7:0              | Aliança FC         | 2:0      | 5:0       |
| 22.04./30.04. | AD Assermurb         | 3:2              | São Raimundo EC    | 3:1      | 0:1       |
| 23.04./30.04. | EC Juventude         | 8:2              | Criciúma EC        | 6:1      | 2:1       |
| 23.04./29.04. | AD Comunitária Astro | 1:5              | Doce Mel EC        | 1:2      | 0:3       |
| 23.04./29.04. | Acauã FC             | 3:2              | Estanciano EC      | 3:1      | 0:1       |
| 23.04./30.04. | IAPE FC              | 7:3              | CEFAMA             | 4:1      | 3:2       |
| 23.04./30.04. | Ceilândia EC         | 2:6              | Capital CF         | 1:4      | 1:2       |
| 23.04./29.04. | EC Tarumã            | 0:7              | Grêmio Recanto     | 0:3      | 0:4       |
| 23.04./30.04. | Clube do Remo        | 2:2 (10:9 i. E.) | Ypiranga Clube     | 2:2      | 0:0       |
| 23.04./29.04. | Operário FC          | 2:3              | Toledo EC          | 2:1      | 0:2       |

### Achtelfinale
| Datum         |                   | Gesamt          |                | Hinspiel | Rückspiel |
| ------------- | ----------------- | --------------- | -------------- | -------- | --------- |
| 06.05./14.05. | AF Pérolas Negras | 2:3             | Pinda SC       | 0:2      | 2:1       |
| 06.05./14.05. | Toledo EC         | 0:4             | EC Juventude   | 0:2      | 0:2       |
| 06.05./14.05. | Clube do Remo     | 4:2             | IAPE FC        | 1:0      | 3:2       |
| 06.05./13.05. | AD Assermurb      | 0:3             | Grêmio Recanto | 0:0      | 0:3       |
| 07.05./13.05. | Acauã FC          | 2:3             | Doce Mel EC    | 2:2      | 0:3       |
| 07.05./13.05. | Capital CF        | 1:3             | Uberlândia EC  | 1:1      | 0:2       |
| 08.05./13.05. | AE Polivalente    | 1:5             | Mixto EC       | 1:2      | 0:3       |
| 08.05./14.05. | Esportiva VF4     | 1:1 (4:3 i. E.) | Guarani EC     | 1:1      | 0:0       |

### Viertelfinale
| Datum         |               | Gesamt          |                | Hinspiel | Rückspiel |
| ------------- | ------------- | --------------- | -------------- | -------- | --------- |
| 20.05./27.05. | Uberlândia EC | 1:2             | Mixto EC       | 0:1      | 1:1       |
| 20.05./27.05. | Clube do Remo | 3:2             | Grêmio Recanto | 3:1      | 0:1       |
| 21.05./27.05. | Pinda SC      | 2:2 (2:3 i. E.) | EC Juventude   | 2:2      | 0:0       |
| 21.05./27.05. | Esportiva VF4 | 6:2             | Doce Mel EC    | 4:0      | 2:2       |

### Halbfinale
| Datum         |               | Gesamt |               | Hinspiel | Rückspiel |
| ------------- | ------------- | ------ | ------------- | -------- | --------- |
| 03.06./10.06. | Esportiva VF4 | 2:3    | Clube do Remo | 2:0      | 0:3       |
| 04.06./11.06. | EC Juventude  | 0:4    | Mixto EC      | 0:2      | 0:2       |

### Finale
| Datum         |               | Gesamt |          | Hinspiel | Rückspiel |
| ------------- | ------------- | ------ | -------- | -------- | --------- |
| 17.06./25.06. | Clube do Remo | 0:4    | Mixto EC | 0:2      | 0:2       |

## Gesamtklassement
In der Platzierung des Gesamtklassements hat das Erreichen der jeweiligen Finalrunde Vorrang vor den erzielten Punkten. Danach ergeben folgende Kriterien die Platzierung:
1. Anzahl der Punkte
2. Anzahl Siege
3. Tordifferenz
4. Anzahl erzielter Tore
5. Direkter Vergleich

| Pl. | Verein               | Sp. | S | U | N | Tore    | Diff. | Punkte |
| --- | -------------------- | --- | - | - | - | ------- | ----- | ------ |
| 1.  | Mixto EC             | 10  | 9 | 1 | 0 | 022:200 | +20   | 28     |
| 2.  | Clube do Remo        | 10  | 4 | 2 | 4 | 012:120 | ±0    | 14     |
| 3.  | EC Juventude         | 8   | 4 | 2 | 2 | 014:800 | +6    | 14     |
| 4.  | Esportiva VF4        | 8   | 3 | 4 | 1 | 012:800 | +4    | 13     |
| 5.  | Grêmio Recanto       | 6   | 4 | 1 | 1 | 012:300 | +9    | 13     |
| 6.  | Uberlândia EC        | 6   | 3 | 2 | 1 | 012:400 | +8    | 11     |
| 7.  | Doce Mel EC          | 6   | 3 | 2 | 1 | 012:900 | +3    | 11     |
| 8.  | Pinda SC             | 6   | 2 | 3 | 1 | 009:500 | +4    | 09     |
| 9.  | Guarani EC           | 4   | 2 | 2 | 0 | 006:100 | +5    | 08     |
| 10. | Capital CF           | 4   | 2 | 1 | 1 | 007:500 | +2    | 07     |
| 11. | AF Pérolas Negras    | 4   | 2 | 1 | 1 | 006:600 | ±0    | 07     |
| 12. | IAPE FC              | 4   | 2 | 0 | 2 | 009:700 | +2    | 06     |
| 13. | Acauã FC             | 4   | 1 | 1 | 2 | 005:700 | −2    | 04     |
| 14. | AD Assermurb         | 4   | 1 | 1 | 2 | 003:500 | −2    | 04     |
| 15. | Toledo EC            | 4   | 1 | 0 | 3 | 003:600 | −3    | 03     |
| 16. | AE Polivalente       | 4   | 0 | 2 | 2 | 002:600 | −4    | 02     |
| 17. | Estanciano EC        | 2   | 1 | 0 | 1 | 002:300 | −1    | 03     |
| 17. | Operário FC          | 2   | 1 | 0 | 1 | 002:300 | −1    | 03     |
| 17. | São Raimundo EC      | 2   | 1 | 0 | 1 | 002:300 | −1    | 03     |
| 20. | Ypiranga Clube       | 2   | 0 | 2 | 0 | 002:200 | ±0    | 02     |
| 21. | SE Tiradentes        | 2   | 0 | 2 | 0 | 001:100 | ±0    | 02     |
| 22. | CR Vasco da Gama (A) | 2   | 0 | 1 | 1 | 003:400 | −1    | 01     |
| 23. | Mixto EC             | 2   | 0 | 1 | 1 | 002:300 | −1    | 01     |
| 24. | EC São Bernardo      | 2   | 0 | 1 | 1 | 001:400 | −3    | 01     |
| 25. | CEFAMA (A)           | 2   | 0 | 0 | 2 | 003:700 | −4    | 0      |
| 26. | Ceilândia EC         | 2   | 0 | 0 | 2 | 002:600 | −4    | 0      |
| 27. | AD Comunitária Astro | 2   | 0 | 0 | 2 | 001:500 | −4    | 0      |
| 28. | Náutico Capibaribe   | 2   | 0 | 0 | 2 | 000:500 | −5    | 0      |
| 29. | Criciúma EC          | 2   | 0 | 0 | 2 | 002:800 | −6    | 0      |
| 30. | Vila Nova FC         | 2   | 0 | 0 | 2 | 001:800 | −7    | 0      |
| 31. | EC Tarumã            | 2   | 0 | 0 | 2 | 000:700 | −7    | 0      |
| 31. | Aliança FC (A)       | 2   | 0 | 0 | 2 | 000:700 | −7    | 0      |

| (A) | Absteiger des Vorjahres |

## Torschützenliste
| Pl. | Spielerin   | Verein      | Tore |
| --- | ----------- | ----------- | ---- |
| 1   | Bia Batista | Mixto EC    | 10   |
| 2   | Lu Meireles | Vf4         | 6    |
| 3   | Cristina    | Doce Mel EC | 4    |
| 3   | Maria Alane | Guarani EC  | 4    |

## Saison 2023
- Campeonato Brasileiro de Futebol Feminino 2023 - Série A1
- Campeonato Brasileiro de Futebol Feminino 2023 - Série A2